# نيكولاس داغوستو
نيكولاس داغوستو (بالإنجليزية: Nicholas D'Agosto)‏ (و. 1980 – م) هو ممثل، وممثل تلفزيوني من الولايات المتحدة الأمريكية . ولد في أوماها، نبراسكا .

## التعليم
تعلم في جامعة ماركيت.

## روابط خارجية
- نيكولاس داغوستو على موقع IMDb (الإنجليزية)
- نيكولاس داغوستو على موقع روتن توميتوز (الإنجليزية)
- نيكولاس داغوستو على موقع ألو سيني (الفرنسية)
- نيكولاس داغوستو على موقع ألو سيني (الفرنسية)
- نيكولاس داغوستو على موقع أول موفي (الإنجليزية)
- نيكولاس داغوستو على موقع قاعدة بيانات الأفلام السويدية (السويدية)
- نيكولاس داغوستو على موقع إن إن دي بي (الإنجليزية)
- نيكولاس داغوستو على موقع قاعدة بيانات الفيلم (الإنجليزية)
- نيكولاس داغوستو على موقع كينوبويسك (الروسية)